# Stenodus leucichthys
Stenodus leucichthys là một loài cá trong họ Salmonidae. Theo nghĩa hẹp phân bố tự nhiên của nó được giới hạn tại lưu vực biển Caspian, và nó được gọi là beloribitsa. Beloribitsa hiện được coi là đã tuyệt chủng trong tự nhiên, nhưng vẫn sống sót nhờ nuôi dự trữ.